# Койду (Гаапсалу)
Ко́йду (ест. Koidu küla) — село в Естонії, у волості Рідала повіту Ляенемаа.

## Населення
Чисельність населення на 31 грудня 2011 року становила 10 осіб.

## Географія
Село розташоване на півострові Пуйзе (Puise poolsaar).
Через населений пункт проходить автошлях 16111 (Паріла — Кійдева).

## Історія
З 1998 року село відновлено як окремий населений пункт.